# 356 Liguria
356 Liguria là một tiểu hành tinh rất lớn ở vành đai chính. Nó được Auguste Charlois phát hiện ngày 21.01.1893 ở Nice, và được đặt theo tên vùng Liguria của Ý. Đây là một trong 7 tiểu hành tinh do Charlois phát hiện được "Astromomisches Rechen-Institut" (Viện tính toán thiên văn) đặt tên.